# Henry Travers
Henry Travers (Prudhoe, 5 maart 1874 - Hollywood, 18 oktober 1965) was een Brits acteur. Hij was bekend om zijn rol als de engel Clarence in de film It's a Wonderful Life.
Voor Henry Travers in 1917 naar Amerika emigreerde, had hij zich in Engeland al bewezen als verdienstelijke toneelacteur. In Amerika zette hij zijn carrière voort op Broadway. Daarna maakte hij de overstap naar de film. Voor zijn rol als Mr. Ballard in de film Mrs. Miniver werd hij genomineerd voor de Oscar.

## Filmografie
- The Invisible Man (1933)
- My Weakness (1933)
- Another Language (1933)
- Reunion in Vienna (1933)
- Ready for Love (1934)
- The Party's Over (1934)
- Born to Be Bad (1934)
- Death Takes a Holiday (1934)
- Seven Keys to Baldpate (1935)
- Pursuit (1935)
- Escapade (1935)
- Four Hours to Kill! (1935)
- Captain Hurricane (1935)
- After Office Hours (1935)
- Maybe It's Love (1935)
- Too Many Parents (1936)
- The Sisters (1938)
- Remember? (1939)
- The Rains Came (1939)
- Stanley and Livingstone (1939)
- On Borrowed Time (1939)
- Dark Victory (1939)
- Dodge City (1939)
- You Can't Get Away with Murder (1939)
- Wyoming (1940)
- Anne of Windy Poplars (1940)
- Edison, the Man (1940)
- Primrose Path (1940)
- Ball of Fire (1941)
- I'll Wait for You (1941)
- The Bad Man (1941)
- A Girl, a Guy, and a Gob (1941)
- High Sierra (1941)
- Random Harvest (1942)
- Pierre of the Plains (1942)
- Mrs. Miniver (1942)
- Madame Curie (1943)
- The Moon Is Down (1943)
- Shadow of a Doubt (1943)
- The Very Thought of You (1944)
- Dragon Seed (1944)
- None Shall Escape (1944)
- The Bells of St. Mary's (1945)
- The Naughty Nineties (1945)
- Thrill of a Romance (1945)
- It's a Wonderful Life (1946)
- The Yearling (1946)
- Gallant Journey (1946)
- The Flame (1947)
- Beyond Glory (1948)
- The Girl from Jones Beach (1949)
- The Accused (1949)